# 布萊克洛姆鎮區 (北達科他州拉穆爾縣)
布萊克洛姆鎮區（英語：Black Loam Township）是位於美國北達科他州拉穆爾縣的一個鎮區。

## 地方資料
布萊克洛姆鎮區的面積為93.32平方千米，當中陸地面積為93.15平方千米，而水域面積為0.17平方千米。根據2020年美國人口普查的數據，當地共有人口47人，而人口密度為每平方千米0.5人。